# Slaget ved Assandun
Slaget ved Assandun var et slag, der stod ved Assandun 18. oktober 1016 mellem Knud den Stores danske invasionsstyrke og Edmund Jernsides angelsaksiske hær. Det var en del af Knud den Stores invasion af England.
Stednavnet Assandun kan dreje sig om enten Ashdon ved Saffron Walden i det nordlige Essex, eller Ashingdon ved Rochford i det sydøstlige Essex. Knud den Stores hær vandt slaget, der udgjorde kulminationen på den danske generobring af England, idet kong Edmund herefter aftalte at dele England med kong Knud. 
I 1020 indviede kong Knud en kirke ved Assandun til minde om slaget. 
I Knýtlingesaga gengives et skjaldedigt af Ottar den Sorte, som beskriver slaget:
Ved Assandun virkede du vel
i skjoldkrigen, krigerkonge.
Brunt var ligenes kød
serveret til blodfuglene.
I slaget du vandt
min herre, med dit sværd
nok af et navn her
nord for danskernes skove.